# Hannes Aigner
Hannes Aigner (Augsburgo, 19 de mayo de 1989) es un deportista alemán que compite en piragüismo en la modalidad de eslalon.
Participó en tres Juegos Olímpicos de Verano, obteniendo dos medallas de bronce, en Londres 2012 y Tokio 2020, en la prueba de K1 individual, y el cuarto lugar en Río de Janeiro 2016, en la misma prueba.
Ganó cuatro medallas de oro en el Campeonato Mundial de Piragüismo en Eslalon, entre los años 2010 y 2022, y diez medallas en el Campeonato Europeo de Piragüismo en Eslalon entre los años 2010 y 2025.

## Palmarés internacional
| Juegos Olímpicos   | Juegos Olímpicos               | Juegos Olímpicos  | Juegos Olímpicos |
| Año                | Lugar                          | Medalla           | Competición      |
| ------------------ | ------------------------------ | ----------------- | ---------------- |
| 2012               | Londres (Reino Unido)          | Medalla de bronce | K1 individual    |
| 2020               | Tokio (Japón)                  | Medalla de bronce | K1 individual    |
| Campeonato Mundial |                                |                   |                  |
| Año                | Lugar                          | Medalla           | Competición      |
| 2010               | Liubliana (Eslovenia)          | Medalla de oro    | K1 por equipos   |
| 2011               | Bratislava (Eslovaquia)        | Medalla de oro    | K1 por equipos   |
| 2018               | Río de Janeiro (Brasil)        | Medalla de oro    | K1 individual    |
| 2022               | Augsburgo (Alemania)           | Medalla de oro    | K1 por equipos   |
| Campeonato Europeo |                                |                   |                  |
| Año                | Lugar                          | Medalla           | Competición      |
| 2010               | Bratislava (Eslovaquia)        | Medalla de plata  | K1 por equipos   |
| 2012               | Augsburgo (Alemania)           | Medalla de plata  | K1 por equipos   |
| 2012               | Augsburgo (Alemania)           | Medalla de bronce | K1 individual    |
| 2013               | Cracovia (Polonia)             | Medalla de plata  | K1 por equipos   |
| 2015               | Markkleeberg (Alemania)        | Medalla de oro    | K1 por equipos   |
| 2016               | Liptovský Mikuláš (Eslovaquia) | Medalla de bronce | K1 individual    |
| 2019               | Pau (Francia)                  | Medalla de bronce | K1 por equipos   |
| 2021               | Ivrea (Italia)                 | Medalla de plata  | K1 por equipos   |
| 2022               | Liptovský Mikuláš (Eslovaquia) | Medalla de bronce | K1 por equipos   |
| 2025               | Vaires-sur-Marne (Francia)     | Medalla de oro    | K1 por equipos   |